# Кенкияк (аэропорт)
Аэропорт Кенкияк — аэропорт местных воздушных линий в Темирском районе Актюбинской области Казахстана. Расположен в 5 км юго-западнее села Кенкияк. Аэропорт обеспечивает грузопассажирские авиаперевозки для расположенных в данном регионе крупных нефтяных месторождений Кенкияк, Жанажол, Алибекмола, Синельниковское.
Аэродром Кенкияк 3 класса, способен принимать воздушные суда Ан-24, Як-40, Ан-2 и более лёгкие, а также вертолёты всех типов.

## Авиапроисшествия
2 июня 1990 года самолёт Ан-24 с бортовым номером СССР-46551, выполнявший чартерный рейс из Краснодара (перевозка вахтовых рабочих),  при посадке в аэропорту Кенкияк совершил касание ВПП с избыточными посадочной и вертикальной скоростями, из-за чего вошёл в прогрессирующий «козёл». После трёх прыжков передняя опора шасси подломилась и самолет выкатился за пределы ВПП на 83 м, в результате чего вблизи передней опоры шасси возникло возгорание, которое привело к пожару, полностью уничтожившему самолет. На борту самолёта находились 33 человека, они были эвакуированы, пострадавших нет. 